# Europäisches Dokumentations- und Informationszentrum
Das Europäische Dokumentations- und Informationszentrum (CEDI, französisch Centre Européen de Documentation et d’Information, spanisch Centro Europeo de Documentación e Información) wurde 1952 – nach offizieller Darstellung auf eine Anregung des damaligen Direktors des Instituto de Cultura Hispánica (ICH) Alfredo Sánchez Bella hin – mit einem ersten Kongress in Santander ins Leben gerufen. Unter der Leitung des CEDI sollten verschiedene christlich-konservative Strömungen zusammengefasst werden, die sich im Zeichen des kriegsbedingten Neuaufbaus, des einsetzenden Kalten Kriegs und der beginnenden europäischen Integration in verschiedenen westeuropäischen Ländern konstituiert hatten. Im Lauf der späten 1950er und der 1960er Jahre entwickelte sich das CEDI – nahezu unbemerkt von der Öffentlichkeit – zu einem bedeutenden Kontaktforum für europäische Politik.

## Hintergründe
Mit dem CEDI konnte sich das zum damaligen Zeitpunkt außenpolitisch weitgehend isolierte Franco-Spanien ein Forum schaffen, das hohen Vertretern aus Politik, Militär, Wirtschaft und Kultur eine Kontaktaufnahme mit konservativen Kreisen anderer westeuropäischer Länder ermöglichte. Unter dem Deckmantel kulturellen Austausches und der Prämisse einer „abendländischen“ Zusammengehörigkeit zielte das CEDI auf eine politische, militärische und wirtschaftliche Einbindung Spaniens in den beginnenden westeuropäischen Integrationsprozess ab.

## Organisation und Mitglieder
Auf den alljährlichen Kongressen, fast ausnahmslos in Spanien abgehalten, traf eine Vielzahl von Amts- und Würdenträgern aus dem konservativen Milieu zusammen. Dabei zeigten sich klare personelle und inhaltliche Verbindungen zu anderen internationalen und nationalen Institutionen und Organisationen wie der Paneuropa-Union oder den deutschen Vertriebenenverbänden. Zentrale Figuren waren neben den spanischen Initiatoren des CEDI wie Alberto Martín Artajo oder dem Marqués de Valdeiglesias unter anderem Otto von Habsburg als Gründungs- und späterer Ehrenpräsident, Hans-Joachim von Merkatz, Richard Jaeger, Eugen Gerstenmaier, Otto B. Roegele, Fürst Georg und sein Bruder Alois Graf von Waldburg-Zeil, aus Frankreich Edmond Michelet, Comte François de la Noë und Michel Habib-Deloncle sowie Chevalier Marcel de Roover aus Belgien und Arvid Fredborg aus Schweden. Immer mehr zum organisatorischen aber auch zum programmatischen Kopf des CEDI entwickelte sich im Laufe der Jahre der Generalsekretär und spätere Präsident Georg von Gaupp-Berghausen.

## Inhalte und ideologische Ausrichtung
Integrierendes Element war – neben dem proklamierten christlich-katholischen Erbe, traditionell bestehenden Kontakten zwischen den europäischen Adelshäusern, militärischen Verbindungen und gemeinsamen wirtschaftlichen Interessen – insbesondere ein dezidierter Antikommunismus. Die wissenschaftlich gestalteten Vorträge, die im Mittelpunkt der jährlichen Treffen standen, setzten sich mit Grundsatzfragen der europäischen Integration, der Blockbildung und international relevanten gesellschaftlichen Themen auseinander.

## Nationale Zentren
Als besonders aktiv erwiesen sich die deutschen Vertreter im CEDI, die sich zunächst in der Abendländischen Akademie mit Sitz in Eichstätt organisierten, um schließlich 1957 das sogenannte Europäische Institut für politische, wirtschaftliche und soziale Fragen e. V. mit Sitz in Bad Godesberg zu gründen. Weitere nationale Zentren bestanden in Spanien, Frankreich, Belgien und Österreich, später auch in Großbritannien, Liechtenstein, der Schweiz, Schweden und Portugal.

## Entwicklung
Mit der vereinsrechtlichen Konstituierung des CEDI im Jahr 1957 wurde schließlich auch der Sitz des internationalen CEDI nach München verlegt, wobei Madrid jedoch weiterhin als zentrale Geschäftsstelle fungierte. Seit Mitte der 1950er Jahre engagierten sich vor allem auch die französischen Gaullisten im CEDI. Seit der Rückkehr Charles de Gaulles auf die politische Bühne nutzten die Gaullisten das CEDI konsequent als außenpolitisches Kontaktforum zur Vermittlung ihrer europapolitischen Vorstellungen. Die Annäherung zwischen französischen Gaullisten und den deutschen Unionsparteien wurde 1963 über das CEDI eingeleitet. Als das gaullistische Engagement Mitte der 1960er Jahre wieder nachließ, machte sich wiederum der spanische Einfluss bemerkbar. Das CEDI wurde zu einem Forum spanischer Lateinamerikapolitik, streckte seine Fühler aber auch nach Afrika und Asien aus, um sich schließlich entwicklungspolitischen Themen zuzuwenden. Infolge der politischen und sozialgeschichtlichen Einschnitte gegen Ende der 1960er Jahre hatte das CEDI den Zenit seiner diplomatischen Aktivitäten überschritten. Die dringende Notwendigkeit einer personellen Verjüngung wurde zwar immer wieder thematisiert, ohne dass daraus jedoch entschiedene Konsequenzen gezogen worden wären. Der Übergang Spaniens zur Demokratie entzog dem CEDI Mitte der 1970er Jahre die letzten materiellen und organisatorischen Grundlagen. Mit dem Ende der Spaltung Europas durch den Untergang der kommunistischen Regime zu Beginn der 1990er Jahre verlor der Antikommunismus seine Funktion als Integrationsmittel.